# Salată de vinete

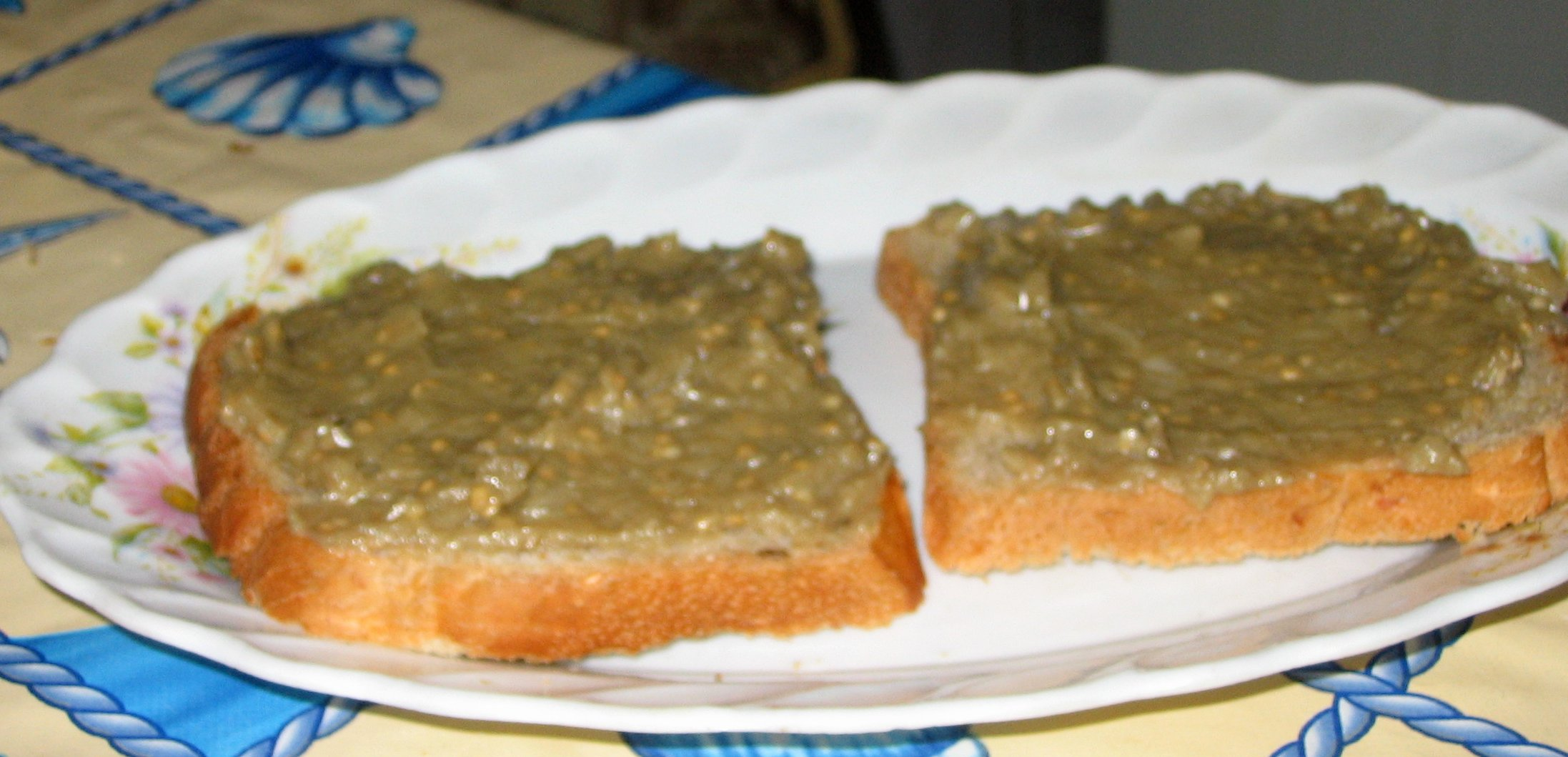
Felii de pâine cu salată de vinete maioneză

Salata de vinete este o specialitate culinară românească preparată din vinete coapte, decojite și tocate mărunt, amestecate cu ulei, lămâie sau oțet precum sare și piper.

## Ingrediente
Pentru 4-6 persoane este  nevoie de 4 vinete mijlocii, puțin suc de lămâie (sau oțet), destul de ulei de floarea-soarelui, sare și piper, după gust de asemenea ceva muștar și/sau un gălbenuș de ou crud respectiv maioneză. În nici un caz se recomandă ulei de măsline.

## Mod de preparare
Vinetele se coc pe o tabla de fier sau într-o tava in cuptorul încins la 200° C până când se arde coaja,. După ce s-au copt se pun într-un vas cu apa rece, se curăță de arsură și se pun pe un blat de lemn la scurs. După ce s-au scurs, se toaca fin, apoi se bat bine într-un castron, adăugând lămâie, sare, piper și, după plăcere, o linguriță de muștar și/sau un gălbenuș de ou crud precum treptat uleiul, până devine ca o pastă. Niciodată este de uzat un mixer electric. Se pune la frigider, iar apoi salata se servește cu ceapă tocata mărunt și roșii tăiate felii. Ceapa nu se adaugă imediat la vinetele, pentru că ele oxidează și strică astfel gustul.
Adăugarea de maioneză în loc sau în plus de ulei, fiind în special oferită de industria alimentară, este posibilă, falsifică însă gustul vinetelor. Dar dacă gustul special al fructelor ar fi pentru cineva prea puternic, mixtura cu maioneza este o soluție.
La salată se poate adaugă de asemenea mărar, iar la garnitură măsline. Se poate servii și cu telemea.